# مترابطة أرجوانية
زيغنيما أرجوانية (الاسم العلمي: Zygnema purpureum) هو نوع من الطحالب الخضراء يتبع جنس الزيغنيما من فصيلة الزيغنيمية.